# Elfar Freyr Helgason
Elfar Freyr Helgason (født 27. juli 1989) er en islandsk professionel fodboldspiller, der spiller for Breiðablik i den islandske Úrvalsdeild som forsvarsspiller.